# Andersson (månekrater)
 Ikke at forveksle med Anderson (månekrater).
Andersson er et gammelt nedslagskrater på Månen. Det befinder sig på den sydlige halvkugle på Månens bagside og er opkaldt efter den svenske astronom Leif E. Andersson (1944-1979).
Navnet blev officielt tildelt af den Internationale Astronomiske Union (IAU) i 1985.
Krateret ligger ligger bag den sydvestlige rand af Månen i en position, som kan ses fra siden under en gunstig libration. Det nærmeste, bemærkelsesværdige krater er Guthnickkrateret mod nord-nordøst.
Anderssonkrateret er skålformet med en lille central kraterbund og uden betydende erosion af kraterranden. Det ligger langs en lav fordybning i overfladen, som løber i nordlig retning.